# Партия процветания
Партия процветания (амх. ብልጽግና ፓርቲ; оромо Paartii Badhaadhiinaa) — политическая партия Эфиопии, созданная 1 декабря 2019 года в качестве преемника революционно-демократического фронта эфиопских народов (РДФЭН) действующим премьер-министром Абием Ахмедом. Объединение в общенациональную партию является частью общей политики Абия по дистанцированию политики страны от этнического федерализма. Партия впервые участвовал во всеобщих выборах 2021 года.

## Состав
Партия процветания была сформирована и официально признана Национальным избирательным советом Эфиопии (НИСЭ) в декабре 2019 года в результате слияния трех бывших партий-членов РДФЭН — Демократической партии Амхара (ДПА), Демократической партии Оромо (ДПО) и Южноэфиопского народно-демократического движения (ЮЭНДД). В слияние также вошли Афарская национально-демократическая партия (АНДП), Фронт народного демократического единства Бенишангул-Гумуз (ФНДУФ), Эфиопская сомалийская народно-демократическая партия (ЭСНДП), Народно-демократическое движение Гамбелы (НДГМ) и Национальная лига харери (НЛХ). Народный фронт освобождения Тыграй (НФОТ), единственный, кто не присоединился к новой партии, критиковал ее при создании. Вражда между ними в конечном итоге переросла в войну в Тыграе в ноябре 2020 года.

## Программа
Программа и устав партии сначала были утверждены исполнительным комитетом РДФЭН. Абий написал в своем Твиттере:
Принятое сегодня единогласное решение о слиянии партий является важнейшим шагом в объединении нашей энергии для работы над общим видением. Партия процветания привержена укреплению и применению настоящей федеральной системы, которая признает разнообразие и вклад всех жителей Эфиопии.
Партия процветания рассматривается как сторонник эфиопского гражданского национализма в связи со слиянием Демократической партии оромо с Демократической партией амхара, Народной демократической организацией Аргоба, Фронтом народного демократического единства Бенишангул-Гумуз, Народной демократической партией эфиопского сомали, Народным демократическим движением Гамбела, Национальной демократической партией Афар, Национальной лигой Харери, и Народно-демократическое движение юга Эфиопии, основанные на этнической принадлежности, в новую многоэтническую партию, таким образом, эти партии-предшественники уходят от своего этнического националистического и проэтнического федерального прошлого в партию, которая продвигает единую национальную идентичность Эфиопии и федерализм, основанный не на этнической принадлежности — все это рассматривается противниками как шаги к отнятию политических полномочий, основанных на групповых правах, у различных этнических групп, В то время как сторонники видят в нем способ отвести эфиопскую политику и государственное управление от политики идентичности, основанной на этнической принадлежности, поддержать индивидуальные права каждого человека, смягчить рост этнического национализма, укрепить национальное единство и солидарность, и включить в демократический процесс политические партии нескольких этнических групп и регионов, которые когда-то считались режимом Народно-освободительного фронта Тиграя под чьим руководством находился Эфиопский народный революционно-демократический фронт слишком низшими, чтобы полностью присоединиться к однопартийному коалиционному правительству или быть полноценными участниками режима революционной демократии из-за их преимущественно скотоводческого образа жизни.

## Внутренняя организация и этническая напряженность в партии
Партия процветания (ПП) существует по этническому принципу. Существует ПП амхара (ППА), ПП оромо (ППО), ПП сомали (ПСП), ПП сидама (ПСП) и ПП тиграйцев, возглавляемая Небию Шулмихаэлем видными членами которой являются Абрахам Белай и Мулу Нега. Многие другие этнические группы также имеют свои собственные отделения ПП. Существует значительный раскол между оромо и амхара крыльями партии, при этом академик Тобиас Хагманн отмечает, что эти две стороны в основном держатся вместе благодаря оппозиции Народному фронту освобождения Тиграя (НФОТ).
Тиграйская ПП находится в сильном конфликте с НФОТ, поскольку она поддерживает Абия Ахмеда в Тиграйской войне (2020—2022 гг.). Из-за этой войны ПП Тиграя оказалась изолированной в общественном мнении Тиграя до такой степени, что одному из региональных лидеров ПП, Абрахаму Белаю, его собственная мать запретила посещать ее дом и ее район. В марте 2021 года Партия процветания Оромии (ППО) и Партия процветания Амхары (ППА) выступили с противоположными заявлениями, обвинив друг друга в том, что именно они являются причиной насилия и убийств.

## Символы
Логотип партии состоит из двух черных рук, держащих три человеческие фигуры, одну синюю, одну желтую и одну розовую, с солнечными лучами, исходящими от человеческих фигур.